# Деогарх (округ, Одиша)
Деога́рх, также Дебага́рх (англ. Debagarh) — округ в индийском штате Одиша. Образован 1 января 1994 года из части территории округа Самбалпур. Административный центр — город Деогарх. Площадь округа — 2782 км². По данным всеиндийской переписи 2001 года население округа составляло 274 108 человек. Уровень грамотности взрослого населения составлял 60,4 %, что немного выше среднеиндийского уровня (59,5 %). Доля городского населения составляла 7,3 %.